# HanCinema
HanCinema — незалежна онлайн база даних південнокорейського кінематографу і телебачення. Сайт заснований у 2003 році Седриком Коллеміном. Ресурс містить інформацію про корейські фільми, телесеріали, телепрограми, акторів та іншу пов'язану інформацію.